# Sapois, Jura
Sapois är en kommun i departementet Jura i regionen Bourgogne-Franche-Comté i östra Frankrike. Kommunen ligger i kantonen Champagnole som tillhör arrondissementet Lons-le-Saunier. År 2022 hade Sapois 400 invånare.

## Befolkningsutveckling
Antalet invånare i kommunen Sapois
Referens:INSEE